# Celtic Futebol Clube
Maillots

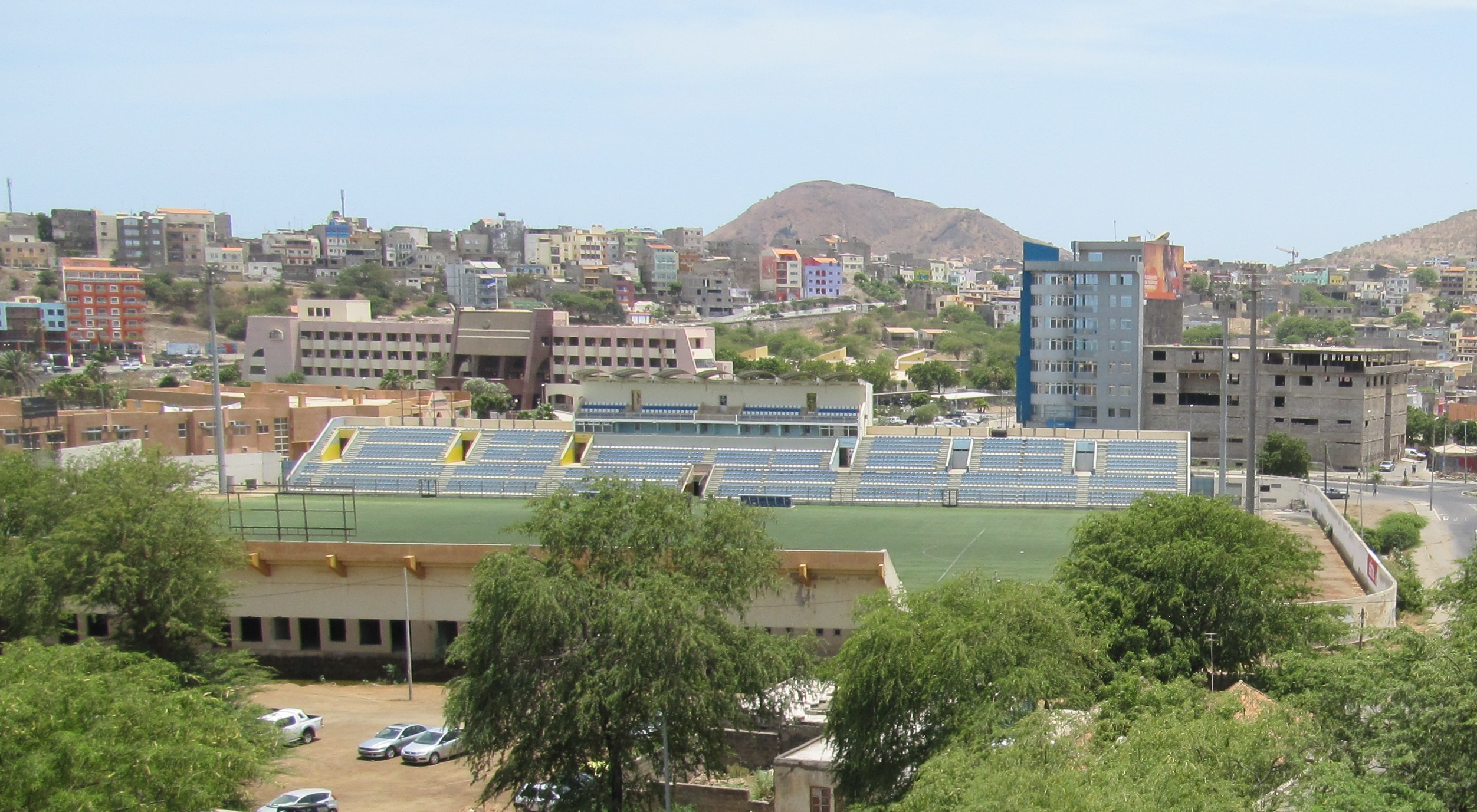
Stade de Várzea, maison de Sporting de Praia

Le Celtic Futebol Clube est un club cap-verdien de football basé dans le quartier Achadinha de Baixo, au sein de la ville de Praia.

## Histoire
Le club est fondé le 1er juillet 1972.

## Bilan saison par saison

### Compétition régionale
|         | Groupe | Positions | Points | Journées | V | N | D  | B.M. | B.P. | Diff. |
| 2013-14 | 2      | 8         | 16 pts | 18       | 4 | 4 | 10 | 13   | 23   | -10   |
| 2014-15 | 2      | 4         | 27 pts | 18       | 7 | 6 | 5  | 22   | 17   | +5    |

## Effectif professionnel
Effectif au 22 novembre 2015
| N° | Nat.                | Poste | Nom du joueur              |
| -- | ------------------- | ----- | -------------------------- |
| 1  | Drapeau du Cap-Vert |       | João Janito Gomes          |
| 2  | Drapeau du Cap-Vert |       | Flavio Jair Mendes         |
| 3  |                     |       | Diwara Amara               |
| 4  | Drapeau du Cap-Vert |       | Elisandro Pascoal Barbosa  |
| 5  | Drapeau du Cap-Vert |       | Dário Filipe Paiva         |
| 6  | Drapeau du Cap-Vert |       | José Pedro M. Tavares      |
| 7  | Drapeau du Cap-Vert |       | Jailson Lopes              |
| 8  | Drapeau du Cap-Vert |       | Auldair Ferreira Oliveira  |
| 9  | Drapeau du Cap-Vert |       | Roberto Carlos G. Perreira |
| 10 | Drapeau du Cap-Vert |       | Evandro Semedo da Silva    |
| 11 | Drapeau du Cap-Vert |       | Jailson Carlos Monteiro    |
| 12 | Drapeau du Cap-Vert |       | Eldon F. de Brito          |

| No. | Nat.                | Position | Nom du joueur                          |
| --- | ------------------- | -------- | -------------------------------------- |
| 13  | Drapeau du Cap-Vert |          | Ailton Jorge Lopes                     |
| 14  |                     |          | Boubacar Camara                        |
| 15  | Drapeau du Cap-Vert |          | Samuel M. Cabral                       |
| 16  | Drapeau du Cap-Vert | M        | Nando (Ardilis Vaz dos Santos)         |
| 17  | Drapeau du Cap-Vert |          | Abronis Varela Teixeira                |
| 18  | Drapeau du Nigeria  |          | Ezeijofor Kingsley                     |
| 19  |                     | M        | Michael Henry Amadi                    |
| 20  | Drapeau du Cap-Vert |          | Patrick Brandão                        |
| 21  | Drapeau du Cap-Vert |          | Manuel de Jesus Barros                 |
| 22  | Drapeau du Cap-Vert | A        | José Augusto Rocha                     |
| 23  | Drapeau du Cap-Vert |          | Janilson Pereira Cabral                |
| 24  | Drapeau du Cap-Vert | M        | Bataninha (Evandro Manuel R. Correira) |